# Carthago (cheval)
Carthago (né en 1987, mort le 21 mai 2013) est un étalon gris du stud-book Holsteiner, monté en saut d'obstacles par Bo Kristoferrssen puis Jos Lansink, avec qui il remporte les Coupes des Nations d’Aix-la-Chapelle, de Rotterdam et de La Baule. Il est considéré comme l'un des meilleurs fils de Capitol I. Il devient à son tour un reproducteur important, père notamment de Mylord Carthago.

## Histoire
Il naît en 1987, à l'élevage d'Erhard Krampitz dans le Schleswig-Holstein en Allemagne. Il obtient d'excellentes notes lors de ses tests de saut. Il commence sa carrière sportive avec le cavalier Bo Kristoferrssen, puis est loué par le haras de Zangersheide à partir de 1995. Ce haras le confie à leur cavalier Jos Lansink, qui participe avec l'étalon aux Jeux olympiques d'Atlanta en 1996, sous le nom de Carthago Z. 
Carthago est mis à la retraite en décembre 2000, au terme du lors du CSI-W de Mechelen, et à la suite d'une demande de retour par l'association du Holsteiner (Holsteiner verband). L'année suivante, la location par Zangersheide prend fin et Carthago retourne en Allemagne, dans sa région de naissance, pour une fructueuse carrière de reproducteur. Il devient infertile durant les dernières années de sa vie. Il meurt le 21 mai 2013, à l'âge de 26 ans.

## Description
Carthago est un étalon de robe grise, inscrit au stud-book du Holsteiner. Il toise 1,71 m ou 1,70 m. Il est réputé pour sa grande élégance.

## Palmarès
Carthago participe à 15 coupes des Nations et à deux éditions des Jeux olympiques. 
- 1996 : 11e en individuel aux jeux olympiques d'Atlanta[1].
- 1998 : Vainqueur du Grand Prix de La Baule[2].
- 1999 : Vainqueur de l'étape Coupe des nations d'Hickstead[2].
- 2000 : Vainqueur de l'étape Coupe des Nations de La Baule ; second du Grand Prix de Hambourg ; 4e de l'étape Coupe du monde de Genève ; second du Grand Prix d'Aix-la-Chapelle[2].

## Origines
Carthago est un fils de l'étalon Holsteiner Capitol I et de la jument Perra, par Calando I.

## Descendance
Carthago est le père de Mylord Carthago et de Electra van't Roosakker. Après sa mort, le haras de Zangersheide a regretté l'absence d'autorisation de clonage sur Carthago.